# Paweł Bryłowski
Paweł Jan Bryłowski (ur. 29 sierpnia 1949 w Lublinie) – polski polityk, prawnik i samorządowiec, prezydent Lublina w latach 1994–1998, poseł na Sejm III kadencji.

## Życiorys

### Wykształcenie i działalność zawodowa
Ukończył w 1971 studia na Wydziale Prawa i Administracji Uniwersytetu Marii Curie-Skłodowskiej w Lublinie. W 1978 ukończył aplikację sędziowską. Uzyskał następnie uprawnienia radcy prawnego (w 1979) i adwokata (w 1996).
W latach 1971–1972 był aplikantem w Prokuraturze Rejonowej we Włodawie. Następnie do 1976 pracował w Dyrekcji Inwestycji Miejskich Północ-Lublin, zaś w latach 1976–1982 w Wojewódzkiej Dyrekcji Rozbudowy Miast i Osiedli Wiejskich w Chełmie z siedzibą w Lublinie. W latach 1979–1982 zajmował stanowisko radcy prawnego w Przedsiębiorstwie Usług Komunalnych w Lublinie, zaś w latach 1982–1990 wykonywał ten sam zawód w Lubelskich Fabrykach Wag. W latach 1990–1992 piastował stanowisko dyrektora wydziału w lubelskim urzędzie wojewódzkim. W 1990 został przewodniczącym rady nadzorczej Robotniczej Spółdzielni Mieszkaniowej „MOTOR” w Lublinie, funkcję tę sprawował do 1991. W latach 1992–1993 zajmował stanowisko prezesa zarządu Spółdzielni Mieszkaniowej Turka.
W 2002 zaczął prowadzić własną kancelarię adwokacką w Lublinie.

### Działalność publiczna
W marcu 1968 wziął udział w wiecu studenckim na lubelskim miasteczku akademickim. W latach 80. działał w opozycji demokratycznej, od lutego 1981 do maja 1990 należał do „Solidarności”, od 1976 do 1989 współpracował z podziemnym ruchem wydawniczym jako kolporter i organizator kolportażu. W 1985 założył podziemne wydawnictwo Fundusz Inicjatyw Społecznych. W 1989 reprezentował w wyborach regionalny Komitet Obywatelski jako wiceprzewodniczący wojewódzkiej komisji wyborczej.
W 1990 został wybrany do lubelskiej rady miejskiej (mandat odnawiał również w 1994 i 1998). W 1990 został jej delegatem do sejmiku samorządowego województwa lubelskiego. W latach 1993–1994 był wiceprezydentem Lublina, a w latach 1994–1998 prezydentem miasta.
W 1997 z ramienia Unii Wolności został wybrany posłem III kadencji. W 2001 bez powodzenia ubiegał się o reelekcję. W 2002 kandydował bezskutecznie do rady miejskiej oraz na prezydenta Lublina. W 2006 z list Platformy Obywatelskiej ponownie został radnym miejskim. W 2010 bezskutecznie ubiegał się o reelekcję.
Należał do ROAD, później działał w Unii Demokratycznej i Unii Wolności. Od 2005 związany z Platformą Obywatelską.

## Odznaczenia
W 2015 odznaczony Krzyżem Oficerskim Orderu Odrodzenia Polski.